# اونسن

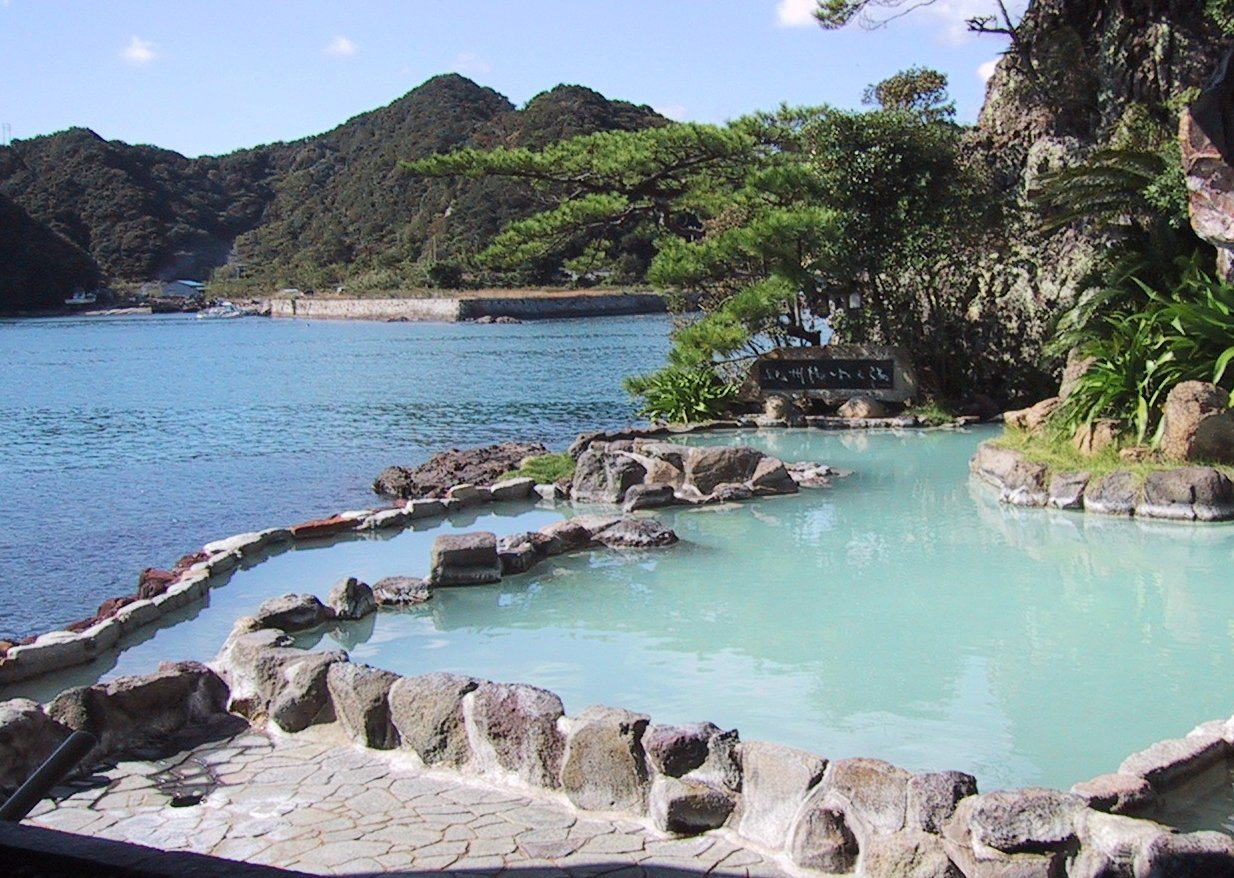
اونسن در فضای باز در ناکانوشیما در ناچیکاتسورا

در ژاپن، اونسِن (温泉) (به انگلیسی: Onsen) چشمه‌های آب گرم و امکانات حمام و مسافرخانه‌های سنتی در اطراف آنها هستند. تقریباً ۲۵۰۰۰ منبع چشمه‌های آب گرم در سراسر ژاپن وجود دارد و تقریباً ۳۰۰۰ مؤسسه اونسن از آب گرم طبیعی این چشمه‌های زمین گرمایی استفاده می‌کنند.
اونسن ممکن است در فضای باز/بیرونی یا ممکن است درونی باشد. البته به‌طور سنتی، در فضای باز قرار داشت گرچه بسیاری از مسافرخانه‌ها اکنون امکانات حمام سرپوشیده نیز ساخته‌اند. امروزه، از آنجایی که اکثر خانوارها حمام‌های خود را دارند، تعداد حمام‌های عمومی سنتی کاهش یافته است، اما تعداد و محبوبیت شهرهای تفریحی چشمه‌های آب گرم (温泉街، onsen-gai) از پایان جنگ جهانی دوم افزایش یافته است. حمام‌ها ممکن است به صورت عمومی توسط شهرداری یا خصوصی اداره شوند و اغلب توسط یک مکان اقامتی مانند هتل، ریوکان یا مینشوکو اداره شده یا با آن ارتباط دارند.

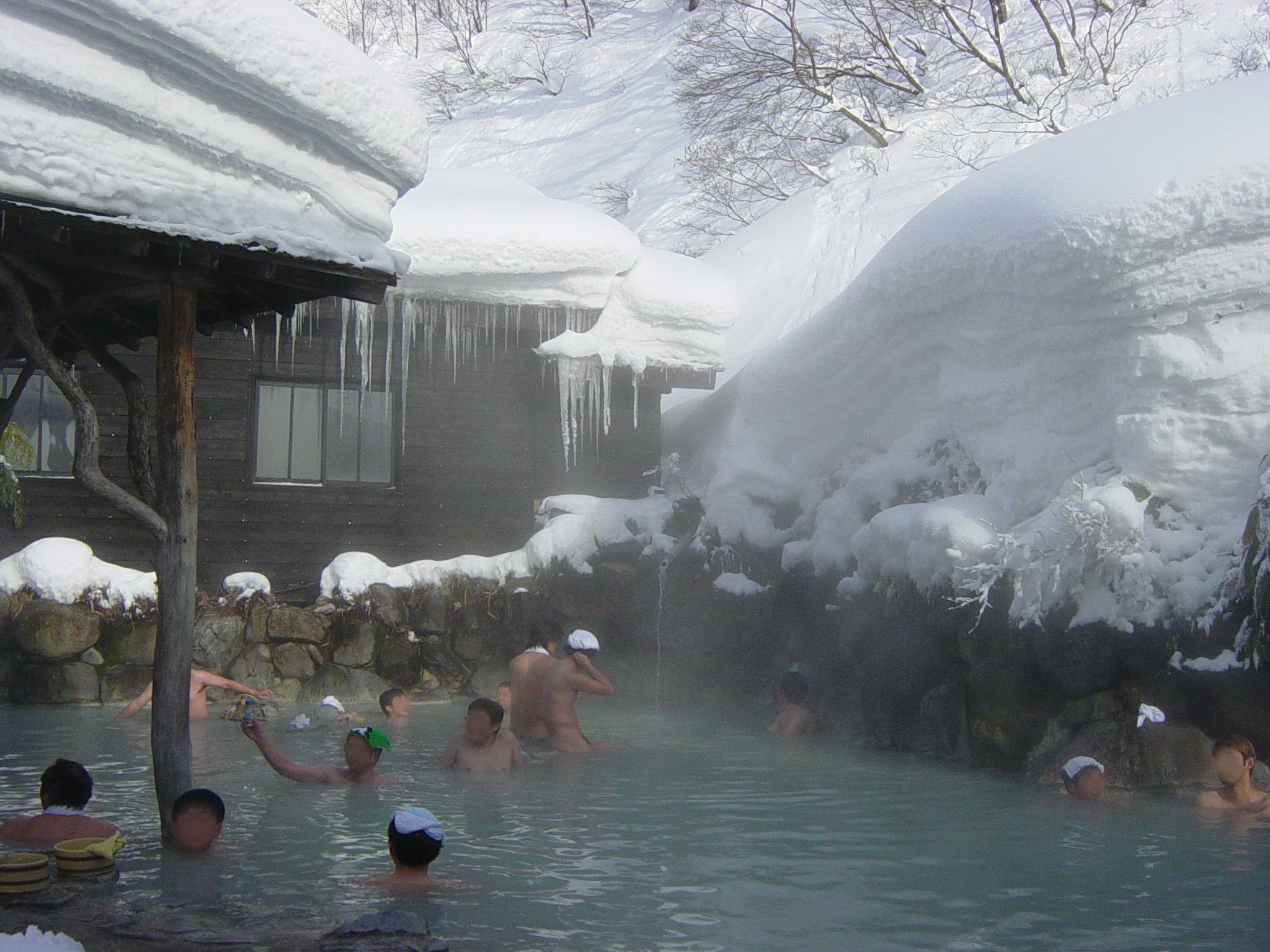
اونسن با نام «نیوتو Nyūtō »در زمستان، پارک ملی توادا-هاچیمانتای

## آداب معاشرت

### رعایت پاکیزگی
در در سنتو در اونسن، از همه مهمانان انتظار می‌رود قبل از ورود به آب گرم، خود را کاملاً بشویند. ایستگاه‌های حمام مجهز به چهارپایه، شیرآلات، سطل‌های چوبی و لوازم آرایشی مانند صابون و شامپو هستند. تقریباً تمام اونسن‌ها سر دوش قابل جابجایی را برای راحتی افراد ارائه می‌دهند. وارد شدن به آن در حالی که هنوز کثیف یاشند (خود را نشسته باشند) یا با اثری از صابون و کف روی بدن از نظر اجتماعی غیرقابل قبول است. 

### مایو
مهمانان مجاز به پوشیدن مایو در حمام نیستند و باید کاملاً برهنه باشند. البته در برخی اونسن‌ها که هم مرد و هم زن اجازه ورود دارد، افراد ملزم به پوشیدن مایو هستند. بسیاری از این اونسن های مختلط بیشتر شبیه یک استخر یا پارک آبی هستند تا ایده سنتی آن. در سال ۲۰۱۶، ژاپن تایمز گزارش داد که مهمانان معمولاً مجاز به پوشیدن لباس شنا در حمام نیستند. با این حال، برخی از اونسن های مدرن از مهمانان خود می‌خواستند که در حمام‌های ترکیبی خود لباس شنا بپوشند.

### خالکوبی
تا سال ۲۰۱۵، حدود نیمی (۵۶٪) از اپراتورهای اونسن استفاده از امکانات حمام‌کنندگان با خالکوبی را ممنوع کرده بودند. دلیل اصلی ممنوعیت خالکوبی این بود که یاکوزا و اعضای دیگر باندهای جنایتکار که به‌طور سنتی تزئینات کامل بدن را دارند را از این محل‌ها دور نگه دارند.